# Tébaram
Tébaram ist eine Landgemeinde im Departement Tahoua in Niger.

## Geographie
Tébaram liegt in der Sahelzone. Die Nachbargemeinden sind Tillia im Norden, Takanamat im Nordosten, Bambeye im Südosten, Bagaroua im Süden, Kourfeye Centre im Südwesten und Sanam im Nordwesten. Bei den Siedlungen im Gemeindegebiet handelt es sich um 31 Dörfer, 55 Weiler und 4 Lager. Auf vier Siedlungen erhebt die auch die Nachbargemeinde Takanamat Anspruch. Der Hauptort der Landgemeinde ist das Dorf Tébaram am westlichen Rand der Landschaft Ader.

## Geschichte
Das Dorf Tébaram wurde von Angehörigen der ethnischen Gruppen der Gobirawa und der Goubawa aus der Region Tillabéri gegründet. Der Ortsname Tébaram leitet sich vom Tamascheq-Wort Tabaremte ab, das eine in der Sahelzone verbreitete Pflanze bezeichnet.
Die Landgemeinde Tébaram ging 2002 im Zuge einer landesweiten Verwaltungsreform aus dem westlichen Teil des Kantons Bambeye hervor. Der Hauptort wurde am 16. November 2021 von der dschihadistischen Gruppe Islamischer Staat Provinz Westafrika (ISWAP) angegriffen. Die Angreifer brannten mehrere Infrastruktureinrichtungen nieder: das Gesundheitszentrum, das Rathaus, ein Elektrizitätswerk und Büros von Geldtransferagenturen.

## Bevölkerung
Bei der Volkszählung 2012 hatte die Landgemeinde 52.293 Einwohner, die in 7735 Haushalten lebten. Bei der Volkszählung 2001 betrug die Einwohnerzahl 30.771 in 4490 Haushalten.
Im Hauptort lebten bei der Volkszählung 2012 4956 Einwohner in 806 Haushalten, bei der Volkszählung 2001 2830 in 413 Haushalten und bei der Volkszählung 1988 1860 in 309 Haushalten.
In ethnischer Hinsicht leben Adarawa, Gobirawa, Goubawa, Kurfeyawa, Tuareg, Zarma und Fulbe in der Gemeinde.

## Politik
Der Gemeinderat (conseil municipal) hat 16 gewählte Mitglieder. Mit den Kommunalwahlen 2020 sind die Sitze im Gemeinderat wie folgt verteilt: 11 PNDS-Tarayya, 2 MPR-Jamhuriya, 2 PJP-Génération Doubara und 1 MPN-Kiishin Kassa.
Jeweils ein traditioneller Ortsvorsteher (chef traditionnel) steht an der Spitze von 21 Dörfern in der Gemeinde.

## Kultur und Sehenswürdigkeiten
Im Dorf Chiguina Wane steht eine 1984 in traditioneller Lehmbauweise errichtete Freitagsmoschee.

## Wirtschaft und Infrastruktur
Die Gemeinde liegt überwiegend in einem Gebiet, in dem Agropastoralismus betrieben wird. Im Südosten beginnt die Zone des Regenfeldbaus. Von wirtschaftlicher Bedeutung für die Bevölkerung ist auch die Arbeitsmigration ins Ausland. Wochenmärkte werden Im Hauptort sowie in den Siedlungen Bilingué, Chiguina Wane, Inélou, Inkache Wane, Maïssougoumi und Sarayé abgehalten.
Gesundheitszentren des Typs Centre de Santé Intégré (CSI) sind im Hauptort sowie in den Siedlungen Guidan Méli und Toudouni Farfarou vorhanden. Der CEG Tébaram ist eine allgemein bildende Schule der Sekundarstufe des Typs Collège d’Enseignement Général (CEG). Beim Centre de Formation aux Métiers de Tébaram (CFM Tébaram) handelt es sich um ein Berufsausbildungszentrum.
Die Niederschlagsmessstation im Hauptort liegt auf 297 m Höhe und wurde 1977 in Betrieb genommen. Durch Tébaram verläuft die Nationalstraße 25, die den Ort über Filingué mit der nigrischen Hauptstadt Niamey verbindet.